# Lưu Tuệ
Lưu Tuệ (tiếng Trung: 刘慧; sinh tháng 12 năm 1959) là chính khách nước Cộng hòa Nhân dân Trung Hoa của dân tộc Hồi. Bà là Chủ tịch Chính phủ Nhân dân Khu tự trị dân tộc Hồi Ninh Hạ từ năm 2013 đến năm 2016.

## Tiểu sử
Lưu Tuệ là người quê ở Thiên Tân. Tháng 6 năm 1977, ở tuổi 18, Lưu Tuệ tham gia công tác làm công nhân tại Trung học số 1 thành phố Ngân Xuyên, thủ phủ của khu tự trị Ninh Hạ.
Năm 1979 đến năm 1981, Lưu Tuệ theo học chuyên ngành tiếng Trung Quốc lớp cao đẳng tại trường Sư phạm Ngân Xuyên (bây giờ sáp nhập vào Đại học Ninh Hạ). Sau khi tốt nghiệp, Lưu Tuệ được phân phối đến giảng dạy làm giáo viên Trung học Chưởng Chính, ngoại ô thành phố Ngân Xuyên. Tháng 12 năm 1985, Lưu Tuệ gia nhập Đảng Cộng sản Trung Quốc.
Lưu Tuệ bắt đầu sự nghiệp chính phủ vào năm 1987, khi bà được điều làm Phó Bí thư Thành đoàn Ngân Xuyên và sau đó nhậm chức Bí thư Thành đoàn Ngân Xuyên. Năm 1992, bà được bổ nhiệm làm Phó Bí thư Đoàn Thanh niên Cộng sản Khu tự trị dân tộc Hồi Ninh Hạ, và được thăng chức Bí thư Đoàn Thanh niên Cộng sản Khu tự trị dân tộc Hồi Ninh Hạ vào năm 1995. Bà giữ chức vụ này cho đến năm 1998.
Tháng 5 năm 1998, Quốc vụ viện phê chuẩn hủy bỏ nguyên địa khu Ngân Nam, thiết lập địa cấp thị (thành phố) Ngô Trung. Lưu Tuệ làm Phó Bí thư Địa ủy địa khu Ngân Nam, tham dự trù bị công tác thiết lập của thành phố Ngô Trung, đồng thời kiêm nhiệm Phó Bí thư Ủy ban thành phố Ngô Trung Đảng Cộng sản Trung Quốc, Phó Bí thư Thành ủy Ngô Trung. Trong thời gian này, tháng 5 đến tháng 11 năm 1999, Lưu Tuệ rèn luyện tạm giữ chức tại khu Phong Đài, thành phố Bắc Kinh, đảm nhiệm Phó Bí thư Khu ủy khu Phong Đài. Tháng 3 năm 2001, bà được bổ nhiệm làm Bí thư Ban Cán sự Đảng Sở Dân chính, Giám đốc Sở Dân chính Khu tự trị dân tộc Hồi Ninh Hạ.
Tháng 1 năm 2003, Lưu Tuệ được bổ nhiệm làm Phó Chủ tịch Chính phủ nhân dân Khu tự trị dân tộc Hồi Ninh Hạ. Tháng 6 năm 2007, bà được bầu kiêm nhiệm chức vụ Ủy viên Ban Thường vụ Khu ủy Khu tự trị dân tộc Hồi Ninh Hạ. Tháng 2 năm 2013, bà được bổ giữ chức Phó Chủ tịch Thường trực Chính phủ nhân dân Khu tự trị dân tộc Hồi Ninh Hạ.
Tháng 3 năm 2013, Trung ương Đảng Cộng sản Trung Quốc tuyên bố bổ nhiệm Lưu Tuệ làm Phó Bí thư Khu ủy Khu tự trị dân tộc Hồi Ninh Hạ. Ngày 23 tháng 4 năm 2013, hội nghị lần thứ hai của Đại hội đại biểu nhân dân khóa XI khu tự trị dân tộc Hồi Ninh Hạ đã bầu Lưu Tuệ làm Chủ tịch Chính phủ nhân dân Khu tự trị dân tộc Hồi Ninh Hạ. Bà kế nhiệm ông Vương Chính Vĩ, người đã được bổ nhiệm làm Chủ nhiệm Ủy ban Các vấn đề Dân tộc Nhà nước Trung Quốc. Lưu Tuệ chỉ là người phụ nữ thứ năm phục vụ với tư cách người đứng đầu chính phủ cấp tỉnh, sau Cố Tú Liên, Tống Tú Nham, Uyunqimg và Lý Bân.
Ngày 30 tháng 6 năm 2016, bà được miễn nhiệm chức vụ Phó Bí thư Khu ủy Khu tự trị dân tộc Hồi Ninh Hạ. Ngày 3 tháng 7 năm 2016, Lưu Tuệ từ chức Chủ tịch Chính phủ nhân dân Khu tự trị dân tộc Hồi Ninh Hạ. Bà được thuyên chuyển công tác làm Phó Bí thư Ban Cán sự Đảng ủy ban Các vấn đề Dân tộc Nhà nước, Phó Chủ nhiệm Ủy ban Các vấn đề Dân tộc Nhà nước Trung Quốc, hàm Bộ trưởng.
Lưu Tuệ là Ủy viên dự khuyết Ban Chấp hành Trung ương Đảng Cộng sản Trung Quốc khóa XVII (2007 - 2012) và khóa XVIII (2012 - 2017).